# Tour dels Alps 2021
El Tour dels Alps 2021 va ser la 44a edició del Tour dels Alps. La cursa es disputà entre el 19 i el 23 d'abril de 2021, amb un recorregut de 	713,6 km, repartits entre cinc etapes per carreteres d'Àustria i Itàlia. La cursa forma part de l'UCI Europa Tour 2021 amb una categoria 2.HC.
El vencedor final fou el britànic Simon Yates (Team BikeExchange), que s'imposà al basc Pello Bilbao (Bahrain Victorious) i el rus Aleksandr Vlàssov (Astana-Premier Tech). En les classificacions secundàries Alessandro De Marchi (Israel Start-Up Nation) s'imposà en la muntanya, Felix Engelhardt (Tirol-KTM Cycling Team) en els esprints i Alexander Cepeda (Androni Giocattoli-Sidermec). L'Ineos Grenadiers fou el millor equip.

## Equips
21 equips van prendre la sortida en aquesta edició:
| WorldTeams (13)- Astana-Premier Tech - Bora-Hansgrohe - Bahrain Victorious - Team BikeExchange - EF Education-Nippo - Groupama-FDJ - Ineos Grenadiers - Israel Start-Up Nation - Qhubeka Assos - Trek-Segafredo - UAE Team Emirates - AG2R Citroën Team - Team DSM ProTeams (7)- Androni Giocattoli-Sidermec - Arkéa-Samsic - Bardiani CSF Faizanè - Caja Rural-Seguros RGA - Eolo-Kometa - Gazprom-RusVelo - Uno-X Pro Cycling Team Equip continental- Tirol KTM Cycling Team |
| |

## Etapes
| Etapa    | Data      | Ciutats d'etapa         | type                    | Distància (km) | Desnivell (m) | Vencedor de l'etapa           | Líder de la general |
| -------- | --------- | ----------------------- | ----------------------- | -------------- | ------------- | ----------------------------- | ------------------- |
| 1a etapa | 19 de abr | Brixen – Innsbruck      | etapa accidentada       | 140,6          | 1.951 m       | Gianni Moscon                 | Gianni Moscon       |
| 2a etapa | 20 de abr | Innsbruck – Kaunertal   | etapa de muntanya       | 121,5          | 2.922 m       | Simon Yates                   | Simon Yates         |
| 3a etapa | 21 de abr | Imst – Naturns          | etapa de muntanya       | 162            | 2.997 m       | Gianni Moscon                 | Simon Yates         |
| 4a etapa | 22 de abr | Naturns – Pieve di Bono | etapa de muntanya       | 168,6          | 4.577 m       | Peio Bilbao López de Armentia | Simon Yates         |
| 5a etapa | 23 de abr | Idro – Riva del Garda   | etapa de mitja muntanya | 120,9          | 2.728 m       | Felix Großschartner           | Simon Yates         |

### Etapa 1
| \| Classificació de l'etapa \| Classificació de l'etapa \| Classificació de l'etapa \| Classificació de l'etapa \| Classificació de l'etapa \| \| Corredor \| Corredor \| Equip \| Temps \| \| \| ------------------------ \| --------------------------- \| --------------------------- \| ------------------------ \| ------------------------ \| \| 1r \| Gianni Moscon \| Ineos Grenadiers \| 3h 29' 24" \| \| \| 2n \| Idar Andersen \| Uno-X Pro Cycling Team \| + 0" \| \| \| 3r \| Aliaksandr Rabuixenka \| UAE Team Emirates \| + 0" \| \| \| 4t \| Fabio Felline \| Astana-Premier Tech \| + 0" \| \| \| 5è \| Nick Schultz \| Team BikeExchange \| + 0" \| \| \| 6è \| Enrico Battaglin \| Bardiani CSF Faizanè \| + 0" \| \| \| 7è \| Gianluca Brambilla \| Trek-Segafredo \| + 0" \| \| \| 8è \| Ruben Guerreiro \| EF Education-Nippo \| + 0" \| \| \| 9è \| Natnael Tesfatsion \| Androni Giocattoli-Sidermec \| + 0" \| \| \| 10è \| Reinardt Janse van Rensburg \| Qhubeka Assos \| + 0" \| \| |                             |                             |            |
| |                             |                             |            |
| Font: ProCyclingStats |                             |                             |            |
| Classificació de l'etapa |                             |                             |            |
| Corredor | Corredor                    | Equip                       | Temps      |
| 1r | Gianni Moscon               | Ineos Grenadiers            | 3h 29' 24" |
| 2n | Idar Andersen               | Uno-X Pro Cycling Team      | + 0"       |
| 3r | Aliaksandr Rabuixenka       | UAE Team Emirates           | + 0"       |
| 4t | Fabio Felline               | Astana-Premier Tech         | + 0"       |
| 5è | Nick Schultz                | Team BikeExchange           | + 0"       |
| 6è | Enrico Battaglin            | Bardiani CSF Faizanè        | + 0"       |
| 7è | Gianluca Brambilla          | Trek-Segafredo              | + 0"       |
| 8è | Ruben Guerreiro             | EF Education-Nippo          | + 0"       |
| 9è | Natnael Tesfatsion          | Androni Giocattoli-Sidermec | + 0"       |
| 10è | Reinardt Janse van Rensburg | Qhubeka Assos               | + 0"       |

| \| Classificació general \| Classificació general \| Classificació general \| Classificació general \| Classificació general \| \| Corredor \| Corredor \| Equip \| Temps \| \| \| --------------------- \| --------------------------- \| --------------------------- \| --------------------- \| --------------------- \| \| 1r \| Gianni Moscon \| Ineos Grenadiers \| 3h 29' 14" \| \| \| 2n \| Idar Andersen \| Uno-X Pro Cycling Team \| + 4" \| \| \| 3r \| Aliaksandr Rabuixenka \| UAE Team Emirates \| + 6" \| \| \| 4t \| Fabio Felline \| Astana-Premier Tech \| + 10" \| \| \| 5è \| Nick Schultz \| Team BikeExchange \| + 10" \| \| \| 6è \| Enrico Battaglin \| Bardiani CSF Faizanè \| + 10" \| \| \| 7è \| Gianluca Brambilla \| Trek-Segafredo \| + 10" \| \| \| 8è \| Ruben Guerreiro \| EF Education-Nippo \| + 10" \| \| \| 9è \| Natnael Tesfatsion \| Androni Giocattoli-Sidermec \| + 10" \| \| \| 10è \| Reinardt Janse van Rensburg \| Qhubeka Assos \| + 10" \| \| |                             |                             |            |
| |                             |                             |            |
| Font: ProCyclingStats |                             |                             |            |
| Classificació general |                             |                             |            |
| Corredor | Corredor                    | Equip                       | Temps      |
| 1r | Gianni Moscon               | Ineos Grenadiers            | 3h 29' 14" |
| 2n | Idar Andersen               | Uno-X Pro Cycling Team      | + 4"       |
| 3r | Aliaksandr Rabuixenka       | UAE Team Emirates           | + 6"       |
| 4t | Fabio Felline               | Astana-Premier Tech         | + 10"      |
| 5è | Nick Schultz                | Team BikeExchange           | + 10"      |
| 6è | Enrico Battaglin            | Bardiani CSF Faizanè        | + 10"      |
| 7è | Gianluca Brambilla          | Trek-Segafredo              | + 10"      |
| 8è | Ruben Guerreiro             | EF Education-Nippo          | + 10"      |
| 9è | Natnael Tesfatsion          | Androni Giocattoli-Sidermec | + 10"      |
| 10è | Reinardt Janse van Rensburg | Qhubeka Assos               | + 10"      |

### Etapa 2
| \| Classificació de l'etapa \| Classificació de l'etapa \| Classificació de l'etapa \| Classificació de l'etapa \| Classificació de l'etapa \| \| Corredor \| Corredor \| Equip \| Temps \| \| \| ------------------------ \| ----------------------------- \| --------------------------- \| ------------------------ \| ------------------------ \| \| 1r \| Simon Yates \| Team BikeExchange \| 6h 46' 56" \| \| \| 2n \| Pàvel Sivakov \| Ineos Grenadiers \| + 45" \| \| \| 3r \| Daniel Martin \| Israel Start-Up Nation \| + 1' 04" \| \| \| 4t \| Aleksandr Vlàssov \| Astana-Premier Tech \| + 1' 08" \| \| \| 5è \| Alexander Cepeda \| Androni Giocattoli-Sidermec \| + 1' 08" \| \| \| 6è \| Jai Hindley \| Team DSM \| + 1' 27" \| \| \| 7è \| Hugh Carthy \| EF Education-Nippo \| + 1' 27" \| \| \| 8è \| Nick Schultz \| Team BikeExchange \| + 1' 52" \| \| \| 9è \| Ruben Guerreiro \| EF Education-Nippo \| + 1' 52" \| \| \| 10è \| Peio Bilbao López de Armentia \| Bahrain Victorious \| + 1' 52" \| \| |                               |                             |            |
| |                               |                             |            |
| Font: ProCyclingStats |                               |                             |            |
| Classificació de l'etapa |                               |                             |            |
| Corredor | Corredor                      | Equip                       | Temps      |
| 1r | Simon Yates                   | Team BikeExchange           | 6h 46' 56" |
| 2n | Pàvel Sivakov                 | Ineos Grenadiers            | + 45"      |
| 3r | Daniel Martin                 | Israel Start-Up Nation      | + 1' 04"   |
| 4t | Aleksandr Vlàssov             | Astana-Premier Tech         | + 1' 08"   |
| 5è | Alexander Cepeda              | Androni Giocattoli-Sidermec | + 1' 08"   |
| 6è | Jai Hindley                   | Team DSM                    | + 1' 27"   |
| 7è | Hugh Carthy                   | EF Education-Nippo          | + 1' 27"   |
| 8è | Nick Schultz                  | Team BikeExchange           | + 1' 52"   |
| 9è | Ruben Guerreiro               | EF Education-Nippo          | + 1' 52"   |
| 10è | Peio Bilbao López de Armentia | Bahrain Victorious          | + 1' 52"   |

| \| Classificació general \| Classificació general \| Classificació general \| Classificació general \| Classificació general \| \| Corredor \| Corredor \| Equip \| Temps \| \| \| --------------------- \| ----------------------------- \| --------------------------- \| --------------------- \| --------------------- \| \| 1r \| Simon Yates \| Team BikeExchange \| 6h 46' 56" \| \| \| 2n \| Pàvel Sivakov \| Ineos Grenadiers \| + 45" \| \| \| 3r \| Daniel Martin \| Israel Start-Up Nation \| + 1' 04" \| \| \| 4t \| Aleksandr Vlàssov \| Astana-Premier Tech \| + 1' 08" \| \| \| 5è \| Alexander Cepeda \| Androni Giocattoli-Sidermec \| + 1' 08" \| \| \| 6è \| Jai Hindley \| Team DSM \| + 1' 27" \| \| \| 7è \| Hugh Carthy \| EF Education-Nippo \| + 1' 27" \| \| \| 8è \| Nick Schultz \| Team BikeExchange \| + 1' 52" \| \| \| 9è \| Ruben Guerreiro \| EF Education-Nippo \| + 1' 52" \| \| \| 10è \| Peio Bilbao López de Armentia \| Bahrain Victorious \| + 1' 52" \| \| |                               |                             |            |
| |                               |                             |            |
| Font: ProCyclingStats |                               |                             |            |
| Classificació general |                               |                             |            |
| Corredor | Corredor                      | Equip                       | Temps      |
| 1r | Simon Yates                   | Team BikeExchange           | 6h 46' 56" |
| 2n | Pàvel Sivakov                 | Ineos Grenadiers            | + 45"      |
| 3r | Daniel Martin                 | Israel Start-Up Nation      | + 1' 04"   |
| 4t | Aleksandr Vlàssov             | Astana-Premier Tech         | + 1' 08"   |
| 5è | Alexander Cepeda              | Androni Giocattoli-Sidermec | + 1' 08"   |
| 6è | Jai Hindley                   | Team DSM                    | + 1' 27"   |
| 7è | Hugh Carthy                   | EF Education-Nippo          | + 1' 27"   |
| 8è | Nick Schultz                  | Team BikeExchange           | + 1' 52"   |
| 9è | Ruben Guerreiro               | EF Education-Nippo          | + 1' 52"   |
| 10è | Peio Bilbao López de Armentia | Bahrain Victorious          | + 1' 52"   |

### Etapa 3
| \| Classificació de l'etapa \| Classificació de l'etapa \| Classificació de l'etapa \| Classificació de l'etapa \| Classificació de l'etapa \| \| Corredor \| Corredor \| Equip \| Temps \| \| \| ------------------------ \| ----------------------------- \| ------------------------ \| ------------------------ \| ------------------------ \| \| 1r \| Gianni Moscon \| Ineos Grenadiers \| 4h 04' 25" \| \| \| 2n \| Felix Großschartner \| Bora-Hansgrohe \| + 0" \| \| \| 3r \| Michael Storer \| Team DSM \| + 1" \| \| \| 4t \| Matteo Fabbro \| Bora-Hansgrohe \| + 1" \| \| \| 5è \| Alessandro De Marchi \| Israel Start-Up Nation \| + 1" \| \| \| 6è \| Antonio Nibali \| Trek-Segafredo \| + 1" \| \| \| 7è \| François Bidard \| AG2R Citroën Team \| + 1" \| \| \| 8è \| Peio Bilbao López de Armentia \| Bahrain Victorious \| + 1" \| \| \| 9è \| Luis León Sánchez Gil \| Astana-Premier Tech \| + 1" \| \| \| 10è \| Hermann Pernsteiner \| Bahrain Victorious \| + 13" \| \| |                               |                        |            |
| |                               |                        |            |
| Font: ProCyclingStats |                               |                        |            |
| Classificació de l'etapa |                               |                        |            |
| Corredor | Corredor                      | Equip                  | Temps      |
| 1r | Gianni Moscon                 | Ineos Grenadiers       | 4h 04' 25" |
| 2n | Felix Großschartner           | Bora-Hansgrohe         | + 0"       |
| 3r | Michael Storer                | Team DSM               | + 1"       |
| 4t | Matteo Fabbro                 | Bora-Hansgrohe         | + 1"       |
| 5è | Alessandro De Marchi          | Israel Start-Up Nation | + 1"       |
| 6è | Antonio Nibali                | Trek-Segafredo         | + 1"       |
| 7è | François Bidard               | AG2R Citroën Team      | + 1"       |
| 8è | Peio Bilbao López de Armentia | Bahrain Victorious     | + 1"       |
| 9è | Luis León Sánchez Gil         | Astana-Premier Tech    | + 1"       |
| 10è | Hermann Pernsteiner           | Bahrain Victorious     | + 13"      |

| \| Classificació general \| Classificació general \| Classificació general \| Classificació general \| Classificació general \| \| Corredor \| Corredor \| Equip \| Temps \| \| \| --------------------- \| ----------------------------- \| --------------------------- \| --------------------- \| --------------------- \| \| 1r \| Simon Yates \| Team BikeExchange \| 10h 52' 10" \| \| \| 2n \| Pàvel Sivakov \| Ineos Grenadiers \| + 45" \| \| \| 3r \| Peio Bilbao López de Armentia \| Bahrain Victorious \| + 1' 04" \| \| \| 4t \| Daniel Martin \| Israel Start-Up Nation \| + 1' 04" \| \| \| 5è \| Aleksandr Vlàssov \| Astana-Premier Tech \| + 1' 08" \| \| \| 6è \| Alexander Cepeda \| Androni Giocattoli-Sidermec \| + 1' 08" \| \| \| 7è \| Jai Hindley \| Team DSM \| + 1' 27" \| \| \| 8è \| Hugh Carthy \| EF Education-Nippo \| + 1' 27" \| \| \| 9è \| Ruben Guerreiro \| EF Education-Nippo \| + 1' 52" \| \| \| 10è \| Nick Schultz \| Team BikeExchange \| + 1' 52" \| \| |                               |                             |             |
| |                               |                             |             |
| Font: ProCyclingStats |                               |                             |             |
| Classificació general |                               |                             |             |
| Corredor | Corredor                      | Equip                       | Temps       |
| 1r | Simon Yates                   | Team BikeExchange           | 10h 52' 10" |
| 2n | Pàvel Sivakov                 | Ineos Grenadiers            | + 45"       |
| 3r | Peio Bilbao López de Armentia | Bahrain Victorious          | + 1' 04"    |
| 4t | Daniel Martin                 | Israel Start-Up Nation      | + 1' 04"    |
| 5è | Aleksandr Vlàssov             | Astana-Premier Tech         | + 1' 08"    |
| 6è | Alexander Cepeda              | Androni Giocattoli-Sidermec | + 1' 08"    |
| 7è | Jai Hindley                   | Team DSM                    | + 1' 27"    |
| 8è | Hugh Carthy                   | EF Education-Nippo          | + 1' 27"    |
| 9è | Ruben Guerreiro               | EF Education-Nippo          | + 1' 52"    |
| 10è | Nick Schultz                  | Team BikeExchange           | + 1' 52"    |

### Etapa 4
| \| Classificació de l'etapa \| Classificació de l'etapa \| Classificació de l'etapa \| Classificació de l'etapa \| Classificació de l'etapa \| \| Corredor \| Corredor \| Equip \| Temps \| \| \| ------------------------ \| ----------------------------- \| --------------------------- \| ------------------------ \| ------------------------ \| \| 1r \| Peio Bilbao López de Armentia \| Bahrain Victorious \| 4h 39' 42" \| \| \| 2n \| Aleksandr Vlàssov \| Astana-Premier Tech \| + 0" \| \| \| 3r \| Simon Yates \| Team BikeExchange \| + 0" \| \| \| 4t \| Nairo Quintana Rojas \| Arkéa-Samsic \| + 58" \| \| \| 5è \| Alexander Cepeda \| Androni Giocattoli-Sidermec \| + 1' 06" \| \| \| 6è \| Hugh Carthy \| EF Education-Nippo \| + 1' 06" \| \| \| 7è \| Ruben Guerreiro \| EF Education-Nippo \| + 1' 16" \| \| \| 8è \| Romain Bardet \| Team DSM \| + 1' 16" \| \| \| 9è \| Gianluca Brambilla \| Trek-Segafredo \| + 1' 16" \| \| \| 10è \| Matteo Fabbro \| Bora-Hansgrohe \| + 1' 22" \| \| |                               |                             |            |
| |                               |                             |            |
| Font: ProCyclingStats |                               |                             |            |
| Classificació de l'etapa |                               |                             |            |
| Corredor | Corredor                      | Equip                       | Temps      |
| 1r | Peio Bilbao López de Armentia | Bahrain Victorious          | 4h 39' 42" |
| 2n | Aleksandr Vlàssov             | Astana-Premier Tech         | + 0"       |
| 3r | Simon Yates                   | Team BikeExchange           | + 0"       |
| 4t | Nairo Quintana Rojas          | Arkéa-Samsic                | + 58"      |
| 5è | Alexander Cepeda              | Androni Giocattoli-Sidermec | + 1' 06"   |
| 6è | Hugh Carthy                   | EF Education-Nippo          | + 1' 06"   |
| 7è | Ruben Guerreiro               | EF Education-Nippo          | + 1' 16"   |
| 8è | Romain Bardet                 | Team DSM                    | + 1' 16"   |
| 9è | Gianluca Brambilla            | Trek-Segafredo              | + 1' 16"   |
| 10è | Matteo Fabbro                 | Bora-Hansgrohe              | + 1' 22"   |

| \| Classificació general \| Classificació general \| Classificació general \| Classificació general \| Classificació general \| \| Corredor \| Corredor \| Equip \| Temps \| \| \| --------------------- \| ----------------------------- \| --------------------------- \| --------------------- \| --------------------- \| \| 1r \| Simon Yates \| Team BikeExchange \| 15h 31' 48" \| \| \| 2n \| Peio Bilbao López de Armentia \| Bahrain Victorious \| + 58" \| \| \| 3r \| Aleksandr Vlàssov \| Astana-Premier Tech \| + 1' 06" \| \| \| 4t \| Alexander Cepeda \| Androni Giocattoli-Sidermec \| + 2' 18" \| \| \| 5è \| Pàvel Sivakov \| Ineos Grenadiers \| + 2' 37" \| \| \| 6è \| Hugh Carthy \| EF Education-Nippo \| + 2' 37" \| \| \| 7è \| Nairo Quintana Rojas \| Arkéa-Samsic \| + 2' 54" \| \| \| 8è \| Ruben Guerreiro \| EF Education-Nippo \| + 3' 12" \| \| \| 9è \| Romain Bardet \| Team DSM \| + 3' 12" \| \| \| 10è \| Nick Schultz \| Team BikeExchange \| + 3' 36" \| \| |                               |                             |             |
| |                               |                             |             |
| Font: ProCyclingStats |                               |                             |             |
| Classificació general |                               |                             |             |
| Corredor | Corredor                      | Equip                       | Temps       |
| 1r | Simon Yates                   | Team BikeExchange           | 15h 31' 48" |
| 2n | Peio Bilbao López de Armentia | Bahrain Victorious          | + 58"       |
| 3r | Aleksandr Vlàssov             | Astana-Premier Tech         | + 1' 06"    |
| 4t | Alexander Cepeda              | Androni Giocattoli-Sidermec | + 2' 18"    |
| 5è | Pàvel Sivakov                 | Ineos Grenadiers            | + 2' 37"    |
| 6è | Hugh Carthy                   | EF Education-Nippo          | + 2' 37"    |
| 7è | Nairo Quintana Rojas          | Arkéa-Samsic                | + 2' 54"    |
| 8è | Ruben Guerreiro               | EF Education-Nippo          | + 3' 12"    |
| 9è | Romain Bardet                 | Team DSM                    | + 3' 12"    |
| 10è | Nick Schultz                  | Team BikeExchange           | + 3' 36"    |

### Etapa 5
| \| Classificació de l'etapa \| Classificació de l'etapa \| Classificació de l'etapa \| Classificació de l'etapa \| Classificació de l'etapa \| \| Corredor \| Corredor \| Equip \| Temps \| \| \| ------------------------ \| ------------------------ \| ------------------------ \| ------------------------ \| ------------------------ \| \| 1r \| Felix Großschartner \| Bora-Hansgrohe \| 3h 03' 38" \| \| \| 2n \| Nicolas Roche \| Team DSM \| + 34" \| \| \| 3r \| Alessandro De Marchi \| Israel Start-Up Nation \| + 34" \| \| \| 4t \| Gianni Moscon \| Ineos Grenadiers \| + 40" \| \| \| 5è \| Alejandro Osorio \| Caja Rural-Seguros RGA \| + 40" \| \| \| 6è \| Romain Bardet \| Team DSM \| + 40" \| \| \| 7è \| Luis León Sánchez Gil \| Astana-Premier Tech \| + 40" \| \| \| 8è \| Ruben Guerreiro \| EF Education-Nippo \| + 40" \| \| \| 9è \| Mark Padun \| Bahrain Victorious \| + 40" \| \| \| 10è \| Matteo Fabbro \| Bora-Hansgrohe \| + 40" \| \| |                       |                        |            |
| |                       |                        |            |
| Font: ProCyclingStats |                       |                        |            |
| Classificació de l'etapa |                       |                        |            |
| Corredor | Corredor              | Equip                  | Temps      |
| 1r | Felix Großschartner   | Bora-Hansgrohe         | 3h 03' 38" |
| 2n | Nicolas Roche         | Team DSM               | + 34"      |
| 3r | Alessandro De Marchi  | Israel Start-Up Nation | + 34"      |
| 4t | Gianni Moscon         | Ineos Grenadiers       | + 40"      |
| 5è | Alejandro Osorio      | Caja Rural-Seguros RGA | + 40"      |
| 6è | Romain Bardet         | Team DSM               | + 40"      |
| 7è | Luis León Sánchez Gil | Astana-Premier Tech    | + 40"      |
| 8è | Ruben Guerreiro       | EF Education-Nippo     | + 40"      |
| 9è | Mark Padun            | Bahrain Victorious     | + 40"      |
| 10è | Matteo Fabbro         | Bora-Hansgrohe         | + 40"      |

## Classificació final
| \| Classificació general \| Classificació general \| Classificació general \| Classificació general \| Classificació general \| \| Corredor \| Corredor \| Equip \| Temps \| \| \| --------------------- \| ----------------------------- \| --------------------------- \| --------------------- \| --------------------- \| \| 1r \| Simon Yates \| Team BikeExchange \| 18h 36' 06" \| \| \| 2n \| Peio Bilbao López de Armentia \| Bahrain Victorious \| + 58" \| \| \| 3r \| Aleksandr Vlàssov \| Astana-Premier Tech \| + 1' 06" \| \| \| 4t \| Alexander Cepeda \| Androni Giocattoli-Sidermec \| + 2' 25" \| \| \| 5è \| Hugh Carthy \| EF Education-Nippo \| + 2' 37" \| \| \| 6è \| Pàvel Sivakov \| Ineos Grenadiers \| + 2' 44" \| \| \| 7è \| Nairo Quintana Rojas \| Arkéa-Samsic \| + 2' 54" \| \| \| 8è \| Ruben Guerreiro \| EF Education-Nippo \| + 3' 12" \| \| \| 9è \| Romain Bardet \| Team DSM \| + 3' 12" \| \| \| 10è \| Nick Schultz \| Team BikeExchange \| + 3' 36" \| \| |                               |                             |             |
| |                               |                             |             |
| Font: ProCyclingStats |                               |                             |             |
| Classificació general |                               |                             |             |
| Corredor | Corredor                      | Equip                       | Temps       |
| 1r | Simon Yates                   | Team BikeExchange           | 18h 36' 06" |
| 2n | Peio Bilbao López de Armentia | Bahrain Victorious          | + 58"       |
| 3r | Aleksandr Vlàssov             | Astana-Premier Tech         | + 1' 06"    |
| 4t | Alexander Cepeda              | Androni Giocattoli-Sidermec | + 2' 25"    |
| 5è | Hugh Carthy                   | EF Education-Nippo          | + 2' 37"    |
| 6è | Pàvel Sivakov                 | Ineos Grenadiers            | + 2' 44"    |
| 7è | Nairo Quintana Rojas          | Arkéa-Samsic                | + 2' 54"    |
| 8è | Ruben Guerreiro               | EF Education-Nippo          | + 3' 12"    |
| 9è | Romain Bardet                 | Team DSM                    | + 3' 12"    |
| 10è | Nick Schultz                  | Team BikeExchange           | + 3' 36"    |

## Evolució de les classificacions
| Etapa | Vencedor            | Classificació general | Classificació de la muntanya | Classificació dels joves   | Classificació dels esprints | Classificació per equips |
| ----- | ------------------- | --------------------- | ---------------------------- | -------------------------- | --------------------------- | ------------------------ |
| 1     | Gianni Moscon       | Gianni Moscon         | Alessandro De Marchi         | Idar Andersen              | Felix Engelhardt            | Bardiani-CSF-Faizanè     |
| 2     | Simon Yates         | Simon Yates           | Simon Yates                  | Jefferson Alexander Cepeda | Felix Engelhardt            | Team BikeExchange        |
| 3     | Gianni Moscon       | Simon Yates           | Alessandro De Marchi         | Jefferson Alexander Cepeda | Felix Engelhardt            | Ineos Grenadiers         |
| 4     | Pello Bilbao        | Simon Yates           | Márton Dina                  | Jefferson Alexander Cepeda | Felix Engelhardt            | Ineos Grenadiers         |
| 5     | Felix Großschartner | Simon Yates           | Alessandro De Marchi         | Jefferson Alexander Cepeda | Felix Engelhardt            | Ineos Grenadiers         |
| Final | Final               | Simon Yates           | Alessandro De Marchi         | Jefferson Alexander Cepeda | Felix Engelhardt            | Ineos Grenadiers         |